# Новак, Марцин (футболист)
Марцин Дариуш Новак (пол. Marcin Dariusz Nowak; 26 июня 1979, Томашув-Мазовецкий, Польша) — польский футболист, защитник клуба «Видзев».

## Биография
Выступал за команду «Пилица» из родного города Марцина Томашув-Мазовецкий. В 1995 году выступал за «Гварек» из Забже. Зимой 1996 года перешёл в клуб «Радомско». В сезоне 2000/01 вместе с клубом выиграл Вторую лигу Польши и вышел в Экстраклассу. В Экстраклассе дебютировал 22 июля 2001 года в матче против щецинской «Погони» (0:3), в этом матче Новак получил 2 жёлтые карточки и был удалён с поля. Летом 2004 года перешёл в луцкую «Волынь». В чемпионате Украины дебютировал 15 июля 2004 года в матче против симферопольской «Таврии» (1:0).
Летом 2005 года вернулся на родину в клуб «Видзев». В сезоне 2005/06 вместе с клубом выиграл Вторую лигу и вышел в Экстраклассу. После играл за «Пяст» из Гливице. Зимой 2009 года перешёл в щецинскую «Погонь».

## Достижения
- Чемпион Второй лиги Польши (2): 2000/01, 2005/06
- Бронзовый призёр Второй лиги Польши (1): 2007/08
- Серебряный призёр Второй лиги Польши (1): 2008/09